# Allocinopus bousqueti
Allocinopus bousqueti – gatunek chrząszcza z rodziny biegaczowatych i podrodziny Harpalinae.

## Taksonomia
Gatunek opisali w 2005 roku André Larochelle oraz Marie-Claude Larvière. Holotypem jest samiec, a paratypami dwa samce. Nazwa została nadana na cześć Yvesa Bousqueta.

## Opis
Ciało długości od 6,5 do 8 mm, umiarkowanie wypukłe, ciemnobrązowawe z głową ciemniejszą, czułkami i stopami ciemnorudymi, udami brązowawymi, bokami przedplecza rudobrązowymi, ogólnie gładkie i bezwłose. Mikrorzeźba umiarkowanie silna: głowy izodiametryczna, przedplecza umiarkowanie poprzeczna, pokryw silnie poprzeczna z mikroliniami. Głowa na wysokości oczu węższa od szerokości wierzchołka przedplecza, z przodu płaska, a z tyłu nieco wypukła. Głaszczki wierzchołkowo nieścięte, rzadko i umiarkowanie długo owłosione. Przedostatni człon głaszczków wargowych o 2-3 długich i 4 krótkich szczecinkach na przednim brzegu. Przedplecze silnie poprzeczne, najszersze przed środkiem, o niezafalowanych bokach słabo zbiegających się ku prostej, umiarkowanie węższej niż pokrywy nasadzie. Wierzchołek przedplecza wklęśnięty, a boczne zagłębienia rozszerzone ku tyłowi. Przednie kąty ostre, a tylne tępe. Dołki przypodstawowe płytkie i wąskie. Przednio-boczne uszczecinione punkty stykające się z obrzeżeniem bocznym. Punktowanie przedplecza słabo rozwinięte. Episternity zatułowia tak szerokie jak długie. Pokrywy najszersze około połowy długości, o ramionach zaokrąglonych i bez ząbka, przedwierzchołkowym zafalowaniu nieobecnym, rządkach przytarczkowych obecnych lub nieobecnych, międzyrzędach niepunktowanych i płaskich, a międzyrzędzie 3 pozbawionym uszczecinionych punktów za połową długości. Edeagus w widoku bocznym silnie łukowaty, o wierzchołku szpatułkowatym i nieco grzbietowo odgiętym, a w widoku grzbietowym asymetryczny o ostium odgiętym w prawo, wierzchołku szeroko szpatułkowatym, z dyskiem wierzchołkowym obecnym, a wewnętrznej torebce uzbrojonej.

## Biologia i ekologia
Zamieszkuje wewnątrzlądowe rejony nizinne. Występuje w wilgotnych lasach, wzdłuż strumieni i rozlewisk. Żyje w ściółce. Prowadzi nocny tryb życia. Za dnia kryje się pod kłodami, gałęziami i epifitami.

## Występowanie
Gatunek ten jest endemitem Nowej Zelandii. Znany wyłącznie z Wyspy Północnej.